# Dietrich-Bonhoeffer-Schule Weinheim
Die Dietrich-Bonhoeffer-Schule ist ein Schulverbund aus Grund-, Werkreal- und Realschule sowie Gymnasium im baden-württembergischen Weinheim. Namensgeber ist Dietrich Bonhoeffer.

## Geschichte

### Gründungszeit
Die Schule wurde 1970 als Gesamtschule gegründet. Damals hieß sie „Multschule“ (nach der ehemaligen Gebietsbezeichnung). 1985/1986 wurde die Schule in einen Schulverbund umgewandelt und zu Beginn des Schuljahres 1987/1988 in Dietrich-Bonhoeffer-Schule (nach dem evangelischen Theologen und Widerstandskämpfer Dietrich Bonhoeffer) umbenannt. Umgangssprachlich wird sie jedoch auch noch oft „Multschule“ genannt. Am Ende der 1960er Jahre beantragte die Stadt Weinheim einen Schulmodellversuch, die Gesamtschule Weinheim. Der Schulbetrieb begann 1970/1971. Die Schule verfügte über eine Mensa und eine Zweigstelle der Stadtbibliothek. Durch bewegliche Wandelemente sollten variable Abgrenzungen der Lernräume und damit Anpassung an wechselnde Gruppengrößen erreicht werden. Weitere Besonderheiten waren die künstliche Beleuchtung und Klimatisierung. Die große Sporthalle mit ausziehbarer Tribüne und die Grundschule waren in eigenen Gebäuden untergebracht. Ein großes fast parkähnliches Außengelände mit Rasen- und Hartplatz, Volleyballfeld, Springgrube und Sitzgelegenheiten sollten das Lernklima ebenfalls verbessern. Die Gesamtschule Weinheim galt als innovativ und modern und bis zum Ende der 1970er Jahre hatte die Schule bereits 2.300 Schüler.
Ziel des Modellversuchs war die optimale Förderung jedes einzelnen Schüler. Das Lehrerteam jeden Fachs plante den Unterricht für den ganzen Jahrgang gemeinsam. Am Ende jeder Unterrichtseinheit wurde ein Test geschrieben. Bewertung in Form von Noten gab es nicht, es wurde nach den Tests festgestellt ob das Lernziel erreicht wurde oder noch Zeit gebraucht wird. Am Jahresende fasste ein Diagnosebogen die Leistungen in verschiedenen Lerndimensionen zusammen. In den Hauptfächern wurde in A, B und C-Niveau differenziert. Statt einer zweiten und dritten Fremdsprache standen Profil- und Wahlpflichtfächer (Technik, Elektrotechnik, Wirtschaft, Hauswirtschaft) zur Auswahl. Es gab zum Teil einen Nachmittagsunterricht und wöchentliche Spielstunden oder auch fächerübergreifende Fördermaßnahmen (zum Beispiel Legasthenie-Kurse) und auch sportliche Angebote wie Auswahlmannschaften z. B. für Fußball, die dann bei Jugend trainiert für Olympia vertreten waren.

### Der Umbau
Im April 1995 wurde vom Weinheimer Gemeinderat die Komplettsanierung beschlossen.
Die bis dahin externe Grundschule wurde in die bisherige Mensa verlegt, und Teile des Technik- und Hauswirtschaftsbereiches abgerissen. Der Schülerparkplatz vor und der „Vulkan“-Skaterpark hinter der Schule sowie das alte Grundschulgebäude wurden ebenfalls abgerissen, dort entstand die neue Wohnanlage Imolastraße.
Das Schulgebäude wurde fast bis auf das Stahlgerüst zurückgebaut und neu aufgebaut. Die bisher durch dunkelbraune Wellblechoptik bestimmte Außenhaut wurde durch eine helle Außenwand ersetzt. Auf den Dächern der sechs Flügeln mit den Klassenräumen wurde ein zweites Dach mit Jalousien aufgesetzt, um die Erwärmung durch Sonneneinstrahlung im Sommer und Wärmeverlust im Winter zu reduzieren. Die Fenster wurden mit Stoffjalousien versehen. Auch im Inneren wurde umgebaut. Die Zwischenwände waren bis dato aus Aluminiumblech, und theoretisch beweglich angebracht. Diese entstammten noch der Experimentalzeit kurz nach der Gründung der Gesamtschule, waren jedoch nicht schallgedämmt. Die neuen Klassenräume sind durch feste, besser gedämmte Wände getrennt.
Vier Computerräume wurden eingerichtet, die Technik-, Hauswirtschafts-, Biologie-, Physik- und Chemieräume erhielten eine neue moderne Ausstattung. Trotz der erheblicher Flächeneinsparung konnten die Mensa, die Zweigstelle der Stadtbibliothek und das Musiktheater weiterhin untergebracht werden.

## Schulverbund
Nach der Renovierung stiegen die Schülerzahlen stetig an, so dass heute mehrere Musik- und ein Kunstraum als Klassenzimmer genutzt werden. Die vier Schularten haben eigene Rektoren und Verwaltungen, allerdings werden Kunst-, Musik-, Technik-, Hauswirtschafts-, Biologie-, Chemie- und Physikräume, sowie Mensa, Außengelände und Sporthalle gemeinsam genutzt. Lediglich die Grundschule hat einen abgegrenzten Pausenspielbereich.

### Schularten
- Die Grundschule ist zweizügig. Schulleiterin ist Birgit Schmahl.
- Das Gymnasium ist vier- bis fünfzügig und bietet einen naturwissenschaftlichen und einen Sprachzug an. Schulleiterin des Gymnasiums (und Gesamtleiterin des Schulverbunds) ist Andrea Volz.
- Die Realschule ist dreizügig. Schulleiter ist Kathrin Wieprecht.
- Werkrealschule, Schulleiter ist Frank Bausch.[2]

## Ehemalige Schüler
- Lukas Rupp (* 1991), Fußballbundesligaprofi[3]